# Cratere Lenya
Lenya  è un cratere sulla superficie di Marte.